# Kinga Dunin
Kinga Maria Dunin-Horkawicz (née en 1954) est une écrivaine, féministe et sociologue polonaise. Elle est aussi une feuilletoniste de la « Gazeta Wyborcza » (supplément « Wysokie Obcasy »). Elle fait partie du collectif « Krytyka Polityczna », un cercle intellectuel de la nouvelle gauche en Pologne, et est cofondatrice du parti polonais des Verts 2004.

## Livres
Sociologie
- 1991: Cudze problemy. Analiza dyskursu publicznego w Polsce (Problèmes des autres : Pour une analyse du discours public polonais ; coauteur)
- 2004: Czytając Polskę. Literatura polska po roku 1989 wobec dylematów nowoczesności (Lire la Pologne : La littérature polonaise après 1989 et les dilemmes de la modernité)

Féminisme
- 1996: Tao gospodyni domowej (Tao de la femme au foyer)
- 2000: Karoca z dyni (Le carrosse à citrouille) - livre nommé pour le prix Nike 2001
- 2002: Czego chcecie ode mnie, « Wysokie Obcasy » ? (Que voulez-vous de moi, « des Talons Hauts » ?)
- 2007: Zadyma (La Révolte)

Romans
- 1998: Tabu (Tabou)
- 1999: Obciach (Honte)